# Juan Ignacio Piña
Juan Ignacio Piña Rochefort (Santiago, 5 de diciembre de 1973) es un abogado chileno. Se desempeñó como subsecretario de Justicia y ministro subrogante de la misma cartera durante el primer gobierno de Sebastián Piñera. Posteriormente fue presidente del Consejo de Defensa del Estado entre los años 2014 y 2017.

## Familia y estudios
Sus estudios básicos y medios los realizó en los Colegios de los Sagrados Corazones de Santiago y de Manquehue. Posteriormente estudió derecho en la Pontificia Universidad Católica de Chile, donde se graduó como abogado con nota máxima en 1997, con su tesis "La muerte como causal de extinción de la responsabilidad penal". Es, además, Doctor en Derecho de la Universidad de Navarra, de Pamplona, España.
Está casado con María José Naudon, abogada e hija del político de RN Alberto Naudon, con quien tiene siete hijos.

## Carrera académica
Fue profesor de Derecho Penal de la Universidad Católica, y en la Universidad de los Andes, en Chile, y en la Universidad de Navarra, en España.
También es académico del Programa de Doctorado en Derecho de la Facultad de Derecho de la Universidad de los Andes; Profesor Honorario de la Universidad de Huánuco (Perú); profesor del Magíster en Derecho Penal de la Facultad de Derecho de la Universidad Alberto Hurtado; académico del Magíster en Derecho Penal de la Facultad de Derecho de la Universidad de Talca, y profesor del Magíster en Derecho Penal Económico de la Universidad Diego Portales.
Fue consejero del Colegio de Abogados de Chile por el período 2011-2013, director del Instituto de Ciencias Penales de Chile, miembro permanente de la Comisión de Ética y Códigos de Buenas Prácticas Profesionales del Colegio de Abogados, y abogado asociado a Lex Grupo, agrupación española de despachos de abogados.
Entre 2003 y 2005 integró la Comisión Foro Penal, para el estudio y discusión del anteproyecto de Código Penal. Ha realizado diversas publicaciones, particularmente del ámbito del derecho penal, y en prólogos de textos y libros, además de traducciones.

## Carrera pública
Su carrera en la administración pública comenzó en 2013 al ser nombrado por el presidente Sebastián Piñera como subsecretario de Justicia. Entre diciembre y marzo de 2014 ejerció como ministro subrogante de dicha cartera, debido al embarazo de la titular Patricia Pérez Goldberg.
En marzo de 2014, a pocos días de finalizar su mandato, el presidente Sebastián Piñera designó a Piña como nuevo presidente del Consejo de Defensa del Estado, en reemplazo de Sergio Urrejola Monckeberg. Por tal motivo, fue subrogado en el Ministerio de Justicia por Juan Carlos Jobet, el ministro del Trabajo y Previsión Social, hasta el 11 de marzo. Su designación en el CDE lo convirtió en el presidente más joven que ha tenido ese organismo en el último tiempo. Desempeñó ese cargo hasta marzo de 2017, cuando presentó su renuncia para realizar estudios de posdoctorado en España y dedicarse a la docencia.